# Helianthemum hirtiforme
Helianthemum hirtiforme är en solvändeväxtart som beskrevs av Rouy et Fouc.. Helianthemum hirtiforme ingår i släktet solvändor, och familjen solvändeväxter. Inga underarter finns listade i Catalogue of Life.